# Тарамосалата
Тарамосалата (грец. ταραμοσαλάτα) — страва грецької і турецької кухні. Це суміш копченої ікри тріски, лимонного соку, оливкової олії і часнику. Використовується як закуска. Традиційно подається з маслинами і хлібом піта, а також до бутербродів. У Греції тарамосалата пов'язана з початком Великого посту, а конкретніше з першим його днем Чистим понеділком.

## Приготування
Головні інгредієнти тарамосалати за класичним рецептом — копчена ікра тріски, лимонний сік, маслини і оливкова олія. Іноді в страву додають відварену картоплю або білий хліб. Ікру (з картоплею або хлібом, розмоченим в молоці) змішують в блендері, потім в отриману масу додають сік лимона, оливкову олію і деякий час збивають. Маса стає світло-бежевого або рожевого кольору. Готову тарамосалату прикрашають зеленню.
Замість ікри тріски можуть використовувати ікру щуки, коропа, лосося або морського окуня. Замість оливкової олії допускається викорсстання соняшникової. 
У промисловому виробництві страву фасують у тюбики, з додаванням консервантів і барвників, використовуючи більш дешевий рослинний жир. Висока калорійність - вміст жиру становить приблизно 40%.